# ريتشارد جي. كولينز
ريتشارد جي. كولينز (بالإنجليزية: Richard G. Collins)‏ هو سياسي أمريكي، ولد في 15 أغسطس 1949. حزبياً، نشط في الحزب الجمهوري.